# Санкции во время венесуэльского кризиса
Во время кризиса в Венесуэле правительства США, Европейского союза, Канады, Мексики, Панамы и Швейцарии ввели санкции против Венесуэлы, а также против государственных организаций и лиц, связанных с администрацией Николаса Мадуро. В апреле 2019 года США ввели санкции против более чем 150 компаний, судов и лиц, а также отозвали визы у 718 лиц, связанных с Мадуро. По данным Центра стратегических и международных исследований, к сентябрю 2019 года 119 граждан Венесуэлы попали под санкции США и ряда других стран.

## История
Первые санкции ввели в ответ на репрессии во время протестов в Венесуэле в 2014 и 2017 годах, а также на действия во время выборов в Учредительное собрание 2017 года и президентских выборов 2018 года. Санкции были введены в отношении действующих и бывших государственных служащих, включая членов Верховного трибунала правосудия (TSJ) и Учредительного национального собрания (ANC) 2017 года, военнослужащих и сотрудников сил безопасности, а также частных лиц, обвиняемых в причастности к нарушениям прав человека, подрыву верховенства закона, подавлению демократии и коррупции. В марте 2015 года администрация Барака Обамы ввела санкции против 110 граждан Венесуэлы и восьми организаций; в августе 2017 года администрация Дональда Трампа запретила  Венесуэле доступ на финансовые рынки США, а в мае 2018 года расширила их, заблокировав покупку венесуэльского долга.
Начиная с января 2019 года, во время президентского кризиса в Венесуэле, США применили дополнительные санкции к лицам и компаниям в нефтяной, золотодобывающей, горнодобывающей и банковской отраслях.  В октябре 2023 года администрация Джо Байдена временно сняла некоторые санкции США в отношении нефтяной, газовой и золотодобывающей промышленности в обмен на обещание освободить политических заключенных и провести свободные выборы в 2024 году; большинство санкций были вновь введены в апреле, когда Государственный департамент США заявил, что соглашение о проведении свободных выборов не было полностью соблюдено.

## Санкционные акции
2 сентября 2024 года власти США конфисковали личный самолёт Мадуро. По сообщению минюста США, самолет Dassault Falcon 900 был приобретён в нарушение санкций. Самолёт был конфискован в Доминиканской Республике и переведён в аэропорт во Флориде. По заявлению генпрокурора США Меррика Гарланда: «Минюст США конфисковал самолёт, нелегально приобретённый за $13 млн. через подставную компанию и контрабандой вывезен из США с целью использования Мадуро и его сообщниками».